# 佐藤隆哉
佐藤 隆哉（さとう りゅうや、2001年8月3日 - ）は、日本の男子バレーボール選手である。

## 来歴
宮城県仙台市出身。
東北高等学校、東海大学を経て、2023-24シーズン、V.LEAGUE DIVISION1 MEN（V1男子）に所属するVC長野トライデンツの内定選手となった。内定選手としてV1男子の試合に出場し、Vリーグデビューを果たした。

## 人物
- VC長野ではTPR株式会社に所属している[2]。

## 所属チーム
- 東北高等学校（2017-2020年）
- 東海大学（2020-2024年）
- VC長野トライデンツ（2024年-）